# Live (Running Wild)
Live è un album dal vivo del gruppo musicale heavy metal tedesco Running Wild registrato al Halle Gartlage di Osnabrück, Germania il 30 marzo 2002. Pubblicato nello stesso anno dalla GUN Records, anche nel formato DVD.
L'album è anche noto come Live 2002.

## Tracce

### CD 1
1. March Of The Final Battle - 02:16
2. Welcome To Hell - 04:38
3. Bad To The Bone - 05:33
4. Lead Or Gold - 06:04
5. Riding The Storm - 05:15
6. When Time Runs Out - 06:07
7. The Brotherhood - 07:21
8. Soulless - 05:43
9. Blazon Stone - 05:21

### CD 2
1. Crossfire - 04:58
2. Drum Solo - 03:02
3. Kiss Of Death - 04:15
4. Uaschitschun - 05:32
5. Unation - 06:20
6. Victory - 06:25
7. Prisoners Of Our Time - 05:10
8. Purgatory - 06:23
9. Soulstrippers - 05:19
10. Under Jolly Roger - 04:41

### DVD
1. March Of The Final Battle - 02:16
2. Welcome To Hell - 04:38
3. Bad To The Bone - 05:33
4. Lead Or Gold - 06:04
5. Riding The Storm - 05:15
6. When Time Runs Out - 06:07
7. The Brotherhood - 07:21
8. Soulless - 05:43
9. Blazon Stone - 05:21
10. Crossfire - 04:58
11. Drum Solo - 03:02
12. Kiss Of Death - 04:15
13. Uaschitschun - 05:32
14. Unation - 06:20
15. Victory - 06:25
16. Prisoners Of Our Time - 05:10
17. Purgatory - 06:23
18. Soulstrippers - 05:19
19. Under Jolly Roger - 04:41

## Formazione
- Rolf Kasparek - voce, chitarra
- Bernd Aufermann - chitarra
- Peter Pichl - basso
- Matthias Liebetruth - batteria